# 帶斜線的零

0的三種字體，從上到下：帶斜線的0、帶點的0、什麼都不加的0

帶斜線的零（0̷）是阿拉伯數字0的一種形式，中間帶有斜線。該字形常用於區分數字0和拉丁字母O，並用於任何需要強調差異的地方，尤其是在編碼系统、科學和工程應用、計算機程式設計（如軟體開發）和通信等。這有助於區分同形文字。它在打孔卡時代被廣泛使用（當時程序通常是手寫的）以免之後在打孔機上鍵入字元時出現歧義。

## 歷史
該符號比電腦更早出現。已知早在十二、十三世紀就有使用。 
在打字机時代，沒有對應這個符號的按鍵。打字員可以先按大寫的O或數字0，然後按退格鍵，接著輸入“/”來產生這個符號。結果看起來會很像帶斜線的零。
它也用於許多博多式电报机，尤其是組合了字母P和帶斜線零的按鍵。 另外，該符號也用於許多源自33型电传打字机預設的活字輪的ASCII字集中。 
1970和1980年代許多電腦系統對該符號的使用啓發了80年代太空摇滚樂團Underground Zerø將重金屬變音符號斯堪地納維亞元音ø用於團名以及專輯封面上的樂團標誌。
和Westminster、MICR和OCR-A字体一樣，帶斜線的零成了與80年代駭客文化相關的事物之一。一些卡通描繪了電腦使用者以1和0組成的二進位碼对话，並且用帶斜線的零來代表0。
張英海重工業基於Adobe Flash的藝術作品中使用了帶斜線零，尤其是他們2003年的作品《Operation Nukorea》。他們使用該符號的原因未知，據推測跟「否定、消除和缺乏」的主題相關。